# Boves (Somme)
Boves je francouzská obec v departementu Somme v regionu Hauts-de-France. V roce 2010 zde žilo 2 976 obyvatel.